# Casas de Benítez
Casas de Benítez es un municipio y localidad española de la provincia de Cuenca, en la comunidad autónoma de Castilla-La Mancha. El término municipal tiene una población de 834 habitantes (INE 2024).

## Datos básicos
Contaba con 918 habitantes (2015) repartidos entre el núcleo principal, del mismo nombre y las pedanías que lo forman: El Carmen, donde está situada la cueva de Doña Catalina de Cardona y junto a esta los restos del Monasterio de Ntra. Sra. del Socorro, fundado por ella en 1572, y visitado por Santa Teresa de Jesús en febrero de 1580; El Pastor; Puente de Don Juan, junto al río Júcar, donde se encuentra el Palacio de los Gosálvez, estilo versallesco del siglo XIX; siendo la más importante de sus aldeas la de La Losa, situada en la vega del río Júcar, lugar interesante por su gran calidad natural, en el cual se grabaron varias escenas de la película "Volver" de Pedro Almodóvar.

## Geografía
Situado en la comarca de la Manchuela, se encuentra a 18 km de la localidad albacetense de La Roda, a 59 km de la ciudad de Albacete y a 105 km de la capital conquense, junto al río Júcar y del trasvase Tajo-Segura.

### Accesos
Se puede acceder al municipio por la carretera CM-3124 "EJE DE LA MANCHUELA" a 9 km de Casasimarro, por la A-31, salida 13, a la altura del municipio de Sisante desviarse en dirección Casas de Benítez a unos 14 km, o también por la A-31 salida 19, desviarse a la altura de Pozoamargo por la CM-3124, recorriendo 5 km hasta llegar a una rotonda y tomar dirección Casas de Benítez, que se encuentra a 1 km.

### Entorno natural
Desde La Losa, a 2 km aguas abajo del río Júcar, llegamos al Centro Agroambiental "Los Nuevos", donde podremos recorrer su ribera poblada de un amplio abanico de variedades de plantas autóctonas en una amplia zona dedicada a ellas, así como sus huertos ecológicos y también el centro de interpretación reconstruido desde un viejo molino harinero a central hidroeléctrica de principios de siglo XX. Esta central fue responsable de la llegada de la luz allá por 1900 a esta bella y singular parte de La Mancha que conforma la Ribera del Júcar, recorrido del tramo 2 del sendero GR64.
Y para completar un maravilloso recreo vital, nos adentramos en la poco conocida hoz del Batanejo, hija menor de las del Júcar, pero todavía intocable por mano humana, intransitada salvo desde el agua y compendio de toda la flora autóctona de esta zona y disfrute del singular y exclusivo microclima a 600 m sobre el nivel del mar.
A ello se puede añadir el paraje de Puente de Don Juan, donde se encuentra el espectacular Palacio de los Gosálvez, declarado monumento nacional.

### Edafología
El terreno de Casas de Benítez es peculiar por estar formado por tierras rojas y arcillosas con una capa superficial de cantos rodados, fruto del transcurso milenario del Júcar por las mismas.

## Historia
A mediados del siglo XIX, el lugar tenía contabilizada una población de 926 habitantes. La localidad aparece descrita en el sexto volumen del Diccionario geográfico-estadístico-histórico de España y sus posesiones de Ultramar de Pascual Madoz de la siguiente manera: 

CASAS DE BENITEZ: l. con ayunt. en la prov. y dioc. de Cuenca (13 leg.), part. jud. de San Clemente (4), aud. terr. de Albacete (7), c. g. de Madrid (30): sit. en un llano, circundado por el N. de un grande arenal, y por los demas puntos, de plantios de olivos, viñedo y zumaque: el clima es templado, los vientos que mas reinan los del S. y O., y las enfermedades mas comunes, tercianas, pleuresias y catarros. Tiene 200 casas y una de ayunt. en cuyo piso bajo se halla la cárcel y la escuela de primeras letras: á esta concurren 57 alumnos y el maestro disfruta la asignacion de 1,500 rs. anuales: hay ademas una igl. (San Gines de Arlés) que aunque es aneja de la de Vara del Rey, dependen de ella, la v. de Lora, el cas. del Carmen, el de las Casas del Pastor, el del Hidalgo, los molinos harineros y las Huertas del Concejo, Nuevos y Batanejo. Para el surtido del vecindario hay dentro de la pobl. 3 pozos de agua delgada. Confina el térm. N., E. y S. con el de Sisante, y O. con el de Vara del Rey: comprende las heredades denominadas Casa de Ruedo y de Villalva, y los Cubos de Romero. El terreno es de inferior calidad, y á 1/4 leg. del pueblo (jurisd. de Sisante), pasa el r. Jucar en direccion al E. Los caminos se hallan en regular estado por ser de piso llano: la correspondencia se recibe de San Clemente los lunes, jueves y sábados de 11 á 12, y sale en los mismos dias. prod.: trigo, patatas, zumaque, azafran, vino y aceite: la cria de ganados es en corto número, pero de muy buena calidad: hay caza de liebres, conejos y perdices. ind. la principal es la agricultura; existe un molino y 2 prensas de aceite. comercio: esportacion de los frutos sobrantes. pobl.: 233 vec., 926 alm. cap. prod. 1.871,780 rs. imp. 93,589; importe de los consumos 3,091 rs. 3 mrs. El presupuesto municipal asciende de 20 á 25,000 rs. y se cubre con el arriendo de ramos públicos, un corto terreno de arbitrios y reparto vecinal.
(Madoz, 1847, p. 43)

## Demografía
Casas de Benítez cuenta con una población de 834 habitantes (INE 2024).
| Gráfica de evolución demográfica de Casas de Benítez entre 1842 y 2021 |
| |
| Población de derecho según los censos de población del INE Población de hecho según los censos de población del INEEntre el censo de 1857 y el anterior, crece el término del municipio porque incorpora a La Losa |

## Economía
La principal actividad es agrícola, donde el 80 % del cultivo está dedicado a la vid. En la agricultura local también se pueden encontrar olivares, almendros, pistachos, brevas, higos, tomates, pimientos, picantes, sandías y melones; así como maíz, trigo, cebada, avena, centeno, triticale, veza, yeros, algarroba, flores, cardos y la más diversa especie de horticultura, resaltando sus afamadas lilas y celindas, siendo ambas por igual, el producto más y mejor manejado por la totalidad de los vecinos. 
Actualmente prima la exportación en varios y diversos formatos, siendo el MP3 y otros contenedores similares los más usados, así como se mantiene la producción de mayor calidad en la afamada "CASA PEPE", habiendo surgido últimamente otros centros fabriles y comercializadores de high quality que garantizan la longevidad de este inicial producto "nines".Puede ser encontrado también en kioscos y tiendas del ramo.

## Festividades
Sus fiestas patronales son el 15 de mayo, fiesta de San Isidro Labrador; el 25 de agosto San Ginés y el 12 de octubre, día de la Virgen del Pilar.
El Jueves lardero es una fiesta muy popular, declarada fiesta local y donde los vecinos aprovechan para irse al campo, (no hay un lugar establecido) para vivir y disfrutar en convivencia de un buen día en medio de la naturaleza, todo claro, si el tiempo acompaña. De lo contrario son muchas las casetas de campo existentes y se aprovechan este día si el tiempo no permite estar fuera. Se trata del pistoletazo inicial del Carnaval de esta localidad, con mucha tradición y muy participativo, donde el Consistorio realiza un importante esfuerzo para que todo el municipio y comarca se acerque a esta localidad de La Mancha conquense.
Grandes son sus fiestas por la tradición taurina de la que es famosa dicha localidad, grandes figuras del toreo nacional e internacional se han encontrado en la plaza portátil que se monta todos los años: Rivera Ordóñez, El Cordobés, Canales Rivera, la saga de los Domecq y un largo etc. No es de despreciar sus desfiles de carrozas en carnaval y San Isidro, así como la degustación de aperitivos y tapas en los respectivos bares de la localidad.